# Брентски доломити
Масивът Брента, наричан също Брентски Доломити (Dolomiti di Brenta) е планинска система в Италия, част от Ретийските Алпи. Това е единственият доломитов масив на запад от река Адидже, тоест от същинските Доломитови Алпи. Макар че географски са отделени от другите Доломити, в геоложко отношение имат същия произход. Заради своята красота и необикновен релеф, те са включени в Списъка на световното културно и природно наследство на ЮНЕСКО.

## Име
Името произлиза от дума на местния диалект на италианския език - brenta означава „голяма кофа за носене на вода“. Има и обяснение, което се отличава. Тъй като оригиналният вариант на думата е brent / bren, възможно е оригиналният топоним да е бил bren da l'ors, тоест „мечешка кофа“. Известно е, че в миналото тук са живеели много мечки.

## Описание
За разлика от останалите масиви на Ретийските Алпи, изградени от гранит, в този преобладават седиментните (утаечните) скали, най-вече доломит. Богати на карбонатни съединения, те лесно се поддават на киселинното въздействие на водата, разтварят се и така се получават необикновени форми. Част от доломитните скали обаче са твърди и устояват на това въздействие. Те са се оформили през мезозоя под нивото на палеоокеана Тетис. Тези ядра в днешно време са оголени, заобикалящите ги меки скали са се разрушили, в резултат на което те остават да стърчат във въздуха.
Масивът е с дължина (от север на юг) 40 км и само 12 км ширина. Ограден е от долините на реките Ноче и Сарка. Основен изходен пунк е град Мадона ди Кампильо, който се намира от западната страна. Дели се на три части. От тях централната е най-красива, с най-причудливи върхове. Северната е дива, с недокосната природа. Там живеят последните диви мечки в Алпите. Южната също впечатлява с необикновени пейзажи. Целият масив е част от националния парк Адамело-Брента. Оем върха се издигат над 3000 м - първенец е Чима Тоса (3173 м), последван от Чима Брента (3152 м). Отвесните им стени са привличали алпинисти от самата зора на този спорт, привличат ги и днес. На много места (с това е известен районът) са изградени „въжени пътища“, които позволяват и на не толкова подготвените да се катерят. Най-известен от тях е Виа дела Бочете (Via della Bocchette).

## Изследване
Брентските Доломити на практика са неизвестни на науката до 1864 г. Тогава Джон Бол, основател на Британския алпийски клуб, пресича масива и прави подробни записки. На следващата година покорява връх Чима Тоса, но е изпревалрен с няколко дни от група италиански алпинисти, водени от Бепи Лос. Бол публикува статия в английската преса и привлича вниманието и на други авантюристи - Дъглас Фрешфийлд през 1871, който покорява Чима Брента; Артър Джон Бътлър през 1884 и 1885, който се изкачва на Чима дели Арми и Чимпаниле Алто. Тъй като до 1919 г. масивът попада в границите на Австро-Унгария, включват се и австрийски и германски планинари и учени. Днес това е сред най-добре проучените дялове на Алпите.

## Туризъм
Зимният туризъм е развит най-вече в Мадона ди Кампильо. Градчето е един от най-популярните ски-курорти в Италия. В масива са изградени общо 190 км ски писти и 75 лифта. През лятото се събират алпинисти от цял свят. Районът се смята за „рай за катерачите“. Възможностите за катерене са толкова много, че дори всеки ден да се избира нов маршрут, ще стигнат за цяла година. Съществуват разлики с гранитните масиви, което се има предвид от инструкторите.